# Gaahlskagg
Gaahlskagg är ett norskt black metal-band som grundades år 1998 i Bergen. Bandet är ett sidoprojekt av Gaahl, som tidigare var sångare i bandet Gorgoroth, tillsammans med Skagg, med vilken han också spelade tillsammans i bandet Sigfader. Gaahlskagg spelar en rå old-school black metal med vissa industri-inslag.
Första utgivningen var split-albumet Erotic Funeral Party I tillsasammans med Stormfront 1999. Debutalbumet Erotic Funeral spelades in i studio Grieghallen 1999 och gavs ut av No Colours Records 2000.

## Medlemmar
Senaste kända medlemmar
- Gaahl (Kristian Eivind Espedal) – sång (1998– )
- Skagg (Stian Lægreid) – gitarr, basgitarr (1998– )
- Thurzur (Jan Atle Lægreid) – trummor

Tidigare medlemmar
- Tormentor (Bjørn Olav Telnes) – basgitarr

Bidragande musiker (studio)
- Loveplayer (Terje Martinussen aka Mutt) – trummor (1999–2000)
- Herbrand – effekter
- Herr Tes T Icle (Herbrand Larsen) – effekter
- Mutelator (Terje Martinussen) – trummor
- Total Sleazer (Tormentor/Bjørn Olav Telnes) – basgitarr
- Dawn Manns – sopransång

## Diskografi
EP
- 1999 – Erotic Funeral Party I / Styggmyrs Triumf (delad EP med Stormfront)

Album
- 2000 – Erotic Funeral